# Jeanies Clique
Jeanies Clique (Foxes) ist ein US-amerikanisches Filmdrama von Adrian Lyne aus dem Jahr 1980.

## Handlung
Die weiblichen Teenager Jeanie, Annie, Madge und Deirdre leben in San Fernando Valley. Sie verbringen gemeinsam viel Zeit und tauschen Berichte über Liebschaften aus.
Männliche Jugendliche werden häufig belogen und herablassend behandelt, echte Freunde hatten anfangs daher alle Protagonistinnen noch nicht. Madge ist schüchtern und hatte noch nie Sex. Deirdre sucht sich fast jeden Tag einen neuen männlichen Bekannten. Annie nimmt Drogen, verstößt gegen Bewährungsauflagen und fürchtet sich vor ihrem Vater, einem Polizeibeamten.
Jeanie übernimmt häufig Verantwortung für ihre Freundinnen und ist die einzige, die ein eigenes Fahrzeug hat, einen Pick-up, den sie von ihrem Vater überlassen bekam. Sie macht sich Sorgen um ihre geschiedene Mutter Mary, bei der sie wohnt. In einer der Szenen drängt sie ihre in der Nacht lesende Mutter, schlafen zu gehen. Bei dieser Gelegenheit wirft sie Mary vor, dass ihr neuer Freund die Beziehung nicht ernst nehme. Doch auf Streit folgt Versöhnung und Jeanie liest ihrer Mutter aus einem Buch vor.
Madge freundet sich mit dem älteren Jay an. In seiner Wohnung organisiert die Clique eine Party, wobei die Wohnung verwüstet wird. Jeanie ruft die Polizei zu Hilfe, worauf die Mädchen verhaftet werden. Jeanie und ihre Mutter streiten über die Freundschaften der jeweils anderen Frau; die Mutter zieht zeitweise zu ihrem Liebhaber.
Annie wird in eine Klinik eingeliefert, aus der sie flieht. Sie wird nachts von einem Paar mit unklaren Absichten im Auto mitgenommen. Der abgelenkte und betrunkene Fahrer fährt gegen einen Lastwagen. Annie kann nach dem Unfall nicht gerettet werden, sie stirbt im Krankenhaus im Beisein ihrer Freundinnen. Madge heiratet ihren Jay. Jeanie verabschiedet sich nach dieser kirchlichen Hochzeit von ihrer Mutter, um ins College zu fahren. Auf dem Weg hält sie an Annies Grab, legt einen Kranz hin und raucht eine Zigarette, wobei sie über die Erlebnisse mit der Clique nachdenkt.

## Synchronisation
Die deutsche Synchronisation entstand bei der Berliner Interopa Film GmbH.
| Darsteller         | Sprecher           | Rolle      |
| ------------------ | ------------------ | ---------- |
| Jodie Foster       | Hansi Jochmann     | Jeanie     |
| Cherie Currie      | Janina Richter     | Annie      |
| Buddy Foster       | Thomas Petruo      | Autofahrer |
| Fredric Lehne      | Benjamin Völz      | Bobby      |
| Scott Baio         | Frank Schröder     | Brad       |
| Adam Faith         | Hubertus Bengsch   | Bryan      |
| Ben Frank          | Christian Rode     | Daryl      |
| Kandice Stroh      | Maud Ackermann     | Deirdre    |
| Scott Garrett      | Andreas Fröhlich   | Jason      |
| Randy Quaid        | Hubertus Bengsch   | Jay        |
| Sloan Roberts      | Thomas Petruo      | Loser      |
| Marilyn Kagan      | Dorette Hugo       | Madge      |
| Sally Kellerman    | Beate Hasenau      | Mary       |
| Lois Smith         | Gisela Fritsch     | Mrs. Axman |
| Charles Shull      | Ronald Nitschke    | Polizist   |
| Tony Termini       | Patrick Winczewski | Punk       |
| Jill Barrie Bogart | Katja Strobel      | Sissie     |

## Kritiken
- Roger Ebert schrieb in der Chicago Sun-Times, dass der Film anspruchsvoll sei. Sein Kern sei die Beziehung zwischen Jeanie und ihrer Mutter Mary. Die gemeinsamen Szenen mit Jeanie und Mary seien sensibel geschrieben und gespielt.[2]
- Prisma.de bezeichnete den Film als „differenziert“ und lobte die „brillante“ Jodie Foster.[3]

## Auszeichnungen
Jodie Foster wurde 1981 für den Young Artist Award nominiert.